# Festival di Castrocaro 2007
La cinquantesima edizione del Festival di Castrocaro si è svolta a Castrocaro Terme e Terra del Sole il 20 luglio 2007, presentata da Massimo Giletti con Elisa Isoardi. La serata è stata trasmessa in diretta televisiva il 20 luglio 2007 in prima serata su Rai 1.
Gli otto cantanti partecipanti, accompagnati da un'orchestra diretta dal maestro Leonardo Quadrini, hanno gareggiato eseguendo delle cover di celebri cantanti italiani.
L'edizione è stata vinta nella categoria Voci Nuove da Angela Semerano con il brano Il Gatto e La Volpe, cover del brano portato al successo dal cantautore Edoardo Bennato; mentre nella categoria Volti Nuovi da Luigi Pietrobono.
Durante la serata si è svolto un talk sui grandi cambiamenti di costume nella società italiana, mettendo a confronto le icone di musica e tv del passato e del presente. Ospiti del talk show Giampiero Mughini, Alba Parietti, Barbara Alberti, Lamberto Sposini, Dario Salvatori e Claudio Cecchetto.

## Cantanti
- Alessia Antonacci
- Enrica Di Stefano
- Carmela La Torre
- Cristiano Orsini
- Maria Pedroni
- Gero Riggio
- Angela Semerano
- Michele Simonelli

## Ospiti
- Gigi D'Alessio
- Irene Grandi
- Gabriele Cirilli

## Ascolti
| Messa in onda  | Telespettatori | Share  |
| -------------- | -------------- | ------ |
| 20 luglio 2007 | 2.538.000      | 17,30% |